# Salomon Reinach
Salomon Reinach (Saint-Germain-en-Laye, 29 agosto 1858 – Boulogne-Billancourt, 4 novembre 1932) è stato un archeologo e storico francese, specialista di storia delle religioni.

## Biografia

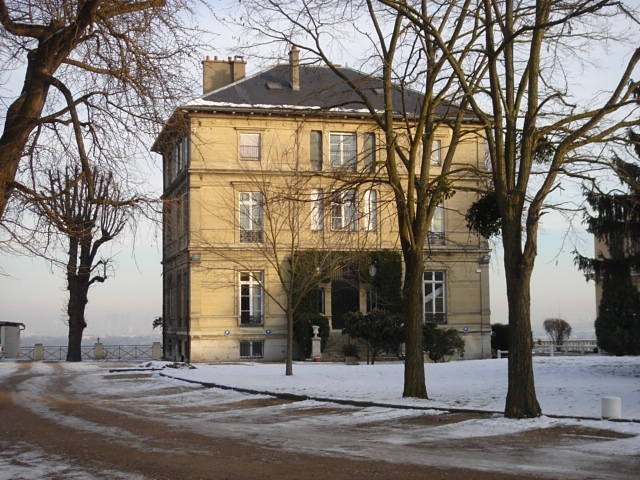
La casa che fu di Reinach, a Saint-Germain-en-Laye

Nato da una famiglia di banchieri di origini ebraico-tedesche (i suoi fratelli Joseph e Théodore conobbero anch'essi una brillante carriera), seguì i corsi all'École normale supérieure prima di unirsi a l'École française di Atene nel 1879. 

### Interessi culturali: archeologia e filosofia
Si interessò anche di filosofia, traducendo nel 1877 il saggio sul libero arbitrio di Schopenhauer (Über die Freiheit des menschlichen Willens), oggetto di numerosi riedizioni. Si trattò della sua prima pubblicazione, antecedente ai suoi rinomati e premiati Manuel de philologie classique del 1880 e Grammaire latine nel 1886.
Archeologo militante, condusse scavi, nell'area mediterranea, che ebbero una grande risonanza nella comunità scientifica. In particolare operò a Myrina, presso Smirne, tra il 1880 e il 1882, a Kyme nel 1881, nelle isole di Taso, Imbro e Lesbo nel 1882, a Cartagine e Meninx (Djerba) l'anno dopo, poi a Odessa nel 1893.

### L'attività in campo museale
Nominato nel 1887 assistente al Musée des antiquités nationales  della sua città natale (ora Musée d'archéologie nationale), ne sarà conservatore aggiunto dal 1893 al 1902 e direttore dal 1902 fino alla morte.
In quelle vesti si occupò della sistemazione delle sale espositive, moltiplicò i cataloghi e gli inventari e compilò repertori della statuaria greco-romana (3 voll., 1897-98), dei vasi greci ed etruschi (1900), delle pitture medievali e rinascimentali (dal 1905).
Nel 1896 divenne membro dell'Académie des inscriptions et belles-lettres. Lo stesso anno egli perorerà l'acquisto, per 200.000 franchi d'oro, da parte del Louvre, della cosiddetta tiara di Saitaferne, che si rivelerà un falso.
Nel 1902 istituì il corso di storia generale dell'arte all'École du Louvre e, l'anno successivo, sarà condirettore, con Edmond Pottier, della Revue archéologique, uno dei più antichi periodici scientifici francesi.

### Lo storico dei miti e delle religioni
Inizia la redazione di quella che sarà la sua opera maggiore, Cultes, mythes et religions; nel 1905 pubblica Orpheus. Histoire générale des religions, un vasto affresco sulla storia delle religioni. Entrambe le due opere saranno spesso citate dal Freud di Totem e tabù. 
Nell'Orpheus e in altri scritti si occupò della questione delle tesi sulla miticità e storicità della figura di Gesù.
Fu anche autore della traduzione francese, in tre volumi, dell'opera di Henry Charles Lea History of the Inquisition of the Middle Ages portata a termine negli anni dal 1900 al 1902. 

### L'affaire Glozel
La sua passione per l'archeologia lo condurrà a occuparsi della controversia sui rinvenimenti di Glozel, un sito archeologico scoperto presso Ferrières-sur-Sichon, i cui scavi hanno dato luogo ad un'annosissima controversia, con lunghi strascichi anche giudiziari, nota come affaire de Glozel. 
Reinach vi condusse scavi nel 1926 e 1927, prima di pronunciarsi per l'autenticità del sito.

### L'attivismo nella cultura ebraica
Appassionato difensore della cultura e dei diritti degli ebrei, fu membro della Société des Études Juives e vicepresidente dell'Alleanza Israelitica Universale, un'associazione culturale ebraica, sorta inizialmente in Francia nel 1860. 
Dopo la morte a Boulogne, presso Parigi, nel 1932, Reinach sarà tumulato nel cimitero di Montmartre.

## Opere principali
- Manuel de philologie classique, 1880
- Grammaire latine, 1886
- Epona, la déesse gauloise des chevaux, 1895
- Apollo: histoire générale des arts plastiques, 1902-1903
- Eulalie ou Le grec sans larmes, 1911 (ried. L'Harmattan, 1995)
- Cornélie ou Le latin sans pleurs, 1912 (ried. L'Harmattan, 1995)
- Sidonie ou Le français sans peine, 1913 (ried. L'Harmattan, 1995)
- Cultes, mythes et religions, 1905-1923 (ried. Robert Laffont, 1996)
- Glozel: la découverte, la controverse, les enseignements, 1928
- Éphémérides de Glozel, 1928-1930
- Orpheus, Histoire générale des religions, 1909, rééd. L'Harmattan, 2002
- Histoire de l'Inquisition au Moyen-Âge, (ried. Robert Laffont, 2005)